# La Venta (Juncosa)
La Venta és una muntanya de 792 metres que es troba entre els municipis de Juncosa, a la comarca de les Garrigues i de Margalef i d'Ulldemolins, a la comarca catalana del Priorat.
Al cim podem trobar-hi un vèrtex geodèsic (referència 257129001).
Hi neix el barranc del Bromet, amb una cota inicial de 730 metres i que desemboca al riu de Montsant.